# Kanton Seclin-Nord
Der Kanton Seclin-Nord ist ein ehemaliger, von 1992 bis 2015 bestehender französischer Wahlkreis im Arrondissement Lille, im Département Nord und in der Region Nord-Pas-de-Calais. Sein Hauptort war Seclin.

## Gemeinden
Der Kanton bestand aus einem Teil der Stadt Seclin (angegeben ist hier die Gesamteinwohnerzahl, im Kanton selbst leben etwa 4.000 Einwohner) und weiteren sechs Gemeinden:
| Gemeinde            | Einwohner Jahr | Fläche km² | Bevölkerungsdichte | Code INSEE | Postleitzahl |
| ------------------- | -------------- | ---------- | ------------------ | ---------- | ------------ |
| Houplin-Ancoisne    | 3.480 (2013)   | 6,48       | 537 Einw./km²      | 59316      | 59263        |
| Lesquin             | 6.969 (2013)   | 8,41       | 829 Einw./km²      | 59343      | 59810        |
| Noyelles-lès-Seclin | 859 (2013)     | 2,38       | 361 Einw./km²      | 59437      | 59139        |
| Seclin              | 12.571 (2013)  | –          | – Einw./km²        | 59560      | 59113        |
| Templemars          | 3.216 (2013)   | 4,61       | 698 Einw./km²      | 59585      | 59175        |
| Vendeville          | 1.692 (2013)   | 2,57       | 658 Einw./km²      | 59609      | 59175        |
| Wattignies          | 14.179 (2013)  | 6,31       | 2247 Einw./km²     | 59648      | 59139        |